# Kulturzentrum Am Stiergraben

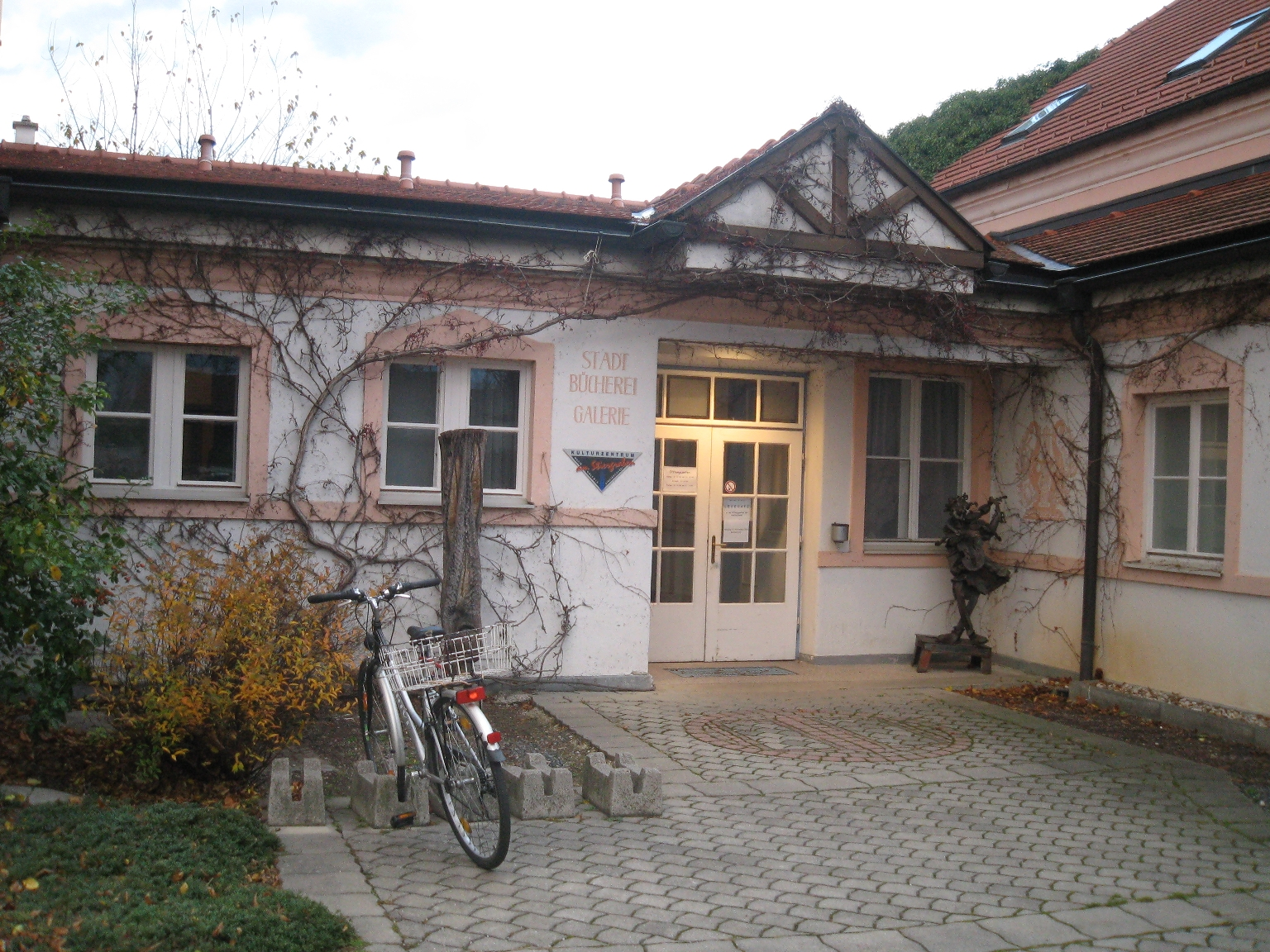
Stadtbücherei und Galerie Am Stiergraben

Das Kulturzentrum Am Stiergraben ist ein Gebäude der Stadt Neunkirchen, welches die Musikschule, die Stadtbücherei und die städtische Galerie Am Stiergraben beherbergt.
Es wird vom Kulturreferat der Stadtgemeinde Neunkirchen verwaltet und befindet sich an der Adresse Schulgasse 4.

## Geschichte
Das Bauwerk, in welchem heute das Kulturzentrum „Am Stiergraben“ untergebracht ist, wurde 1873 als erste Bürgerschule im Bezirk Neunkirchen errichtet. Anfangs beherbergte es zwei Bürgerschulklasse und acht Volksschulklassen. Die Turnhalle wurde 1874 als Anbau errichtet.
Im Jahr 1883 erfolgte ein Zubau zum Schulgebäude, 1896 wurde es ein letztes Mal äußerlich umgestaltet.
Die Knabenhauptschule war bis ins Jahr 1975 hier untergebracht, danach bis 1984 die Sonderschule. Ab dem Jahr 1984 dient es als Sitz der Musikschule Neunkirchen und Umgebung. Die ehemalige Turnhalle wurde als zeitgemäßer Raum für die Stadtbücherei Neunkirchen adaptiert. Sie dient auch als Probelokal des Neunkirchner Musikvereines. Durch bauliche Einfügung einer zweiten Ebene mittels Holzrahmenkonstruktion konnte Platz für eine Galerie geschaffen werden. Die Eröffnung der städtischen Galerie Am Stiergraben fand am 20. April 1991 statt. Seither werden regelmäßig Ausstellungen mit dem Schwerpunkt bildende Kunst gezeigt.
2013 wurde die Bücherei beim Niederösterreichischen Kulturpreis mit einem Anerkennungspreis ausgezeichnet.

## Name
Der Name „Am Stiergraben“ erinnert an die ursprüngliche Bezeichnung dieses Platzes, der früher knapp außerhalb der Stadtmauer gelegen war.